# أليسون كورت
أليسون كورت هي ممثلة كندية، ولدت في 9 نوفمبر 1973 بتورونتو في كندا.

## أعمال

### أفلام
- (2008) الانحطاط

### مسلسلات
- نعنوع الدلوع

## وصلات خارجية
- أليسون كورت على موقع IMDb (الإنجليزية)
- أليسون كورت على موقع ألو سيني (الفرنسية)
- أليسون كورت على موقع أول موفي (الإنجليزية)
- أليسون كورت على موقع قاعدة بيانات الفيلم (الإنجليزية)
- أليسون كورت على موقع كينوبويسك (الروسية)
- أليسون كورت على موقع ANN person (الإنجليزية)